# Autoduel
Autoduel, anche reso graficamente come Auto Duel, è un videogioco di ruolo sviluppato e pubblicato da Origin Systems per i computer Atari 8-bit, Atari ST, Commodore 64, Apple II, Amiga, PC IBM e Mac OS a partire dal 1985. È basato ufficialmente sul wargame Car Wars della Steve Jackson Games. L'ambientazione è ispirata al film Interceptor.

## Trama
Ambientato negli Stati Uniti d'America in un futuro distopico, in Autoduel lo scopo del giocatore è quello di ottenere potere, guadagnare denaro per potenziare il proprio veicolo e spodestare Mr. Big nel controllo delle gang.